# Semicossyphus pulcher
Semicossyphus pulcher là một loài cá biển thuộc chi Semicossyphus trong họ Cá bàng chài. Loài này được mô tả lần đầu tiên vào năm 1854.

## Từ nguyên
Từ định danh của loài cá này trong tiếng Latinh có nghĩa là "xinh đẹp", có lẽ hàm ý đề cập đến màu sắc của những cá thể đực trưởng thành: màu đen với khoảng màu đỏ hồng ở ngay giữa thân.

## Phạm vi phân bố và môi trường sống
S. pulcher có phạm vi phân bố ở Đông Bắc Thái Bình Dương. Loài này được ghi nhận từ vịnh Monterey (bang California, Hoa Kỳ) trải dài đến đảo Guadalupe và vịnh California. Loài này sống gần các rạn đá ngầm, đặc biệt là trong các rừng tảo bẹ. Độ sâu lớn nhất mà S. pulcher có thể được tìm thấy lên đến 150 m.

## Bị đe dọa
S. pulcher là một trong những loài được nhắm đến trong hoạt động câu cá giải trí. Từ những năm 1980, S. pulcher bị đánh bắt ráo riết nhằm mục đích giải trí lẫn thương mại. Bên cạnh đó, S. pulcher là một loài có tốc độ tăng trưởng chậm đáng kể, cá cái bị đánh bắt trước khi chúng có thể sinh sản lần đầu tiên khiến quần thể của loài này ngày càng suy giảm. Vì những lý do này, S. pulcher được xếp vào Loài sắp nguy cấp.

## Mô tả
S. pulcher là một trong những loài có kích thước lớn trong họ Cá bàng chài. Chiều dài cơ thể tối đa được ghi nhận ở loài này là 91 cm, và trọng lượng tối đa được biết đến ở chúng là 16 kg; cá thể già nhất được ghi nhận với số tuổi là 53 năm.
S. pulcher là một loài lưỡng tính tiền nữ. Cá cái có màu hồng sẫm hoặc đỏ hồng, trắng ở phần bụng. Cá đực có một khoảng màu đỏ hồng ở giữa thân, từ lưng trải dài xuống bụng; phần cơ thể con lại có màu xám đen hoặc xanh lam xám. Cả cá đực và cá cái đều có cằm trắng. Chúng có hai cặp răng nanh lớn và cứng chắc ở phía trước mỗi hàm (hàm trên và hàm dưới) giúp chúng có thể cạy các động vật có vỏ cứng ra khỏi đá.
Cá con có màu đỏ da cam với một đốm đen lớn trên vây lưng, vây hậu môn và vây bụng, cũng như trên vây đuôi, và một sọc trắng dọc theo chiều dài cơ thể từ sau mắt kéo dài đến cuống đuôi. Cá con có đầu nhọn, trong khi những con trưởng thành có một bướu lớn trên trán.
Số gai ở vây lưng: 12; Số tia vây ở vây lưng: 12; Số gai ở vây hậu môn: 3; Số tia vây ở vây hậu môn: 12; Số tia vây ở vây ngực: 17–19.

## Hành vi và tập tính

### Thức ăn

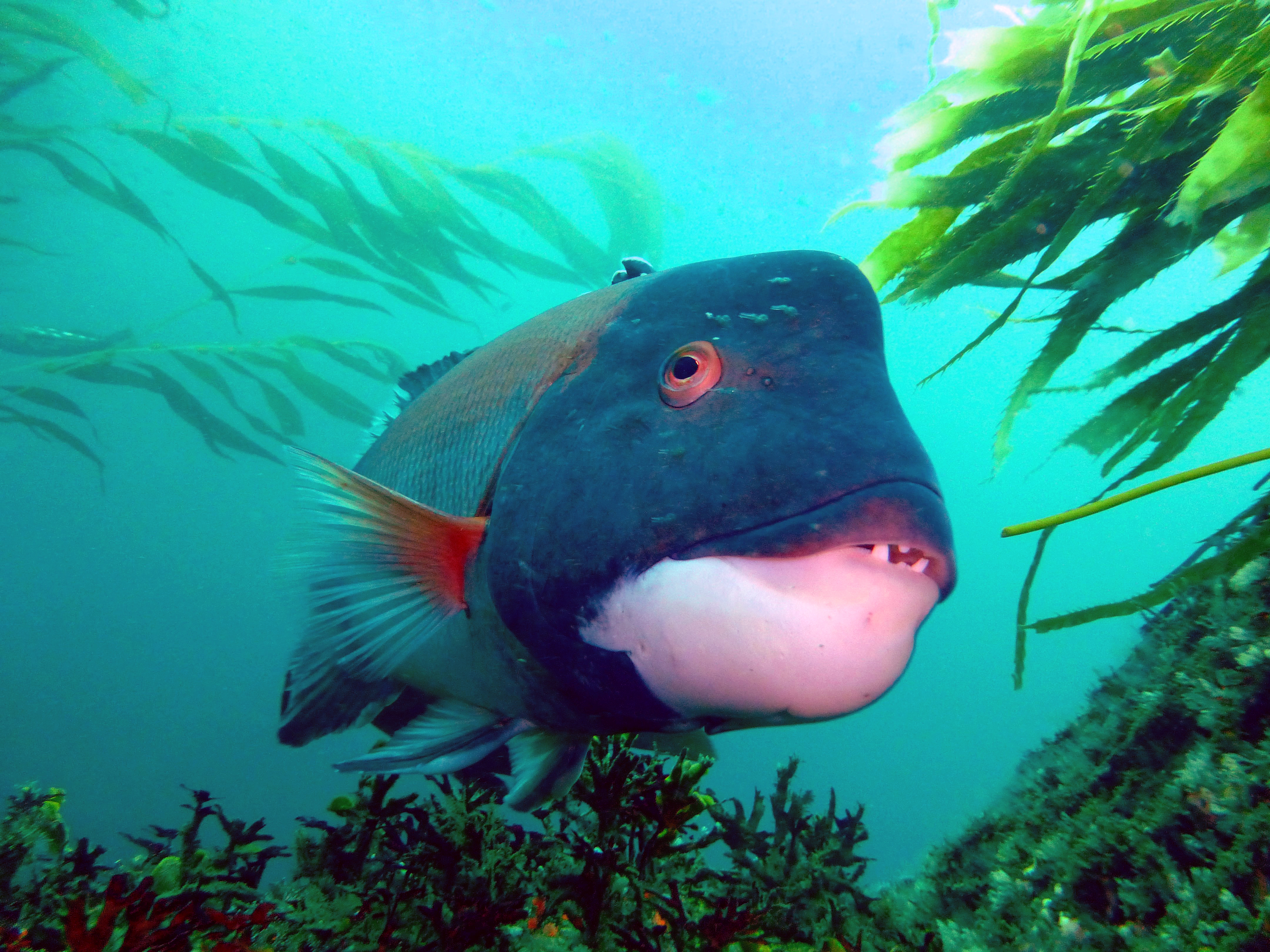
Cá với răng nanh

Thức ăn của S. pulcher chủ yếu là động vật có vỏ cứng như cầu gai, nhuyễn thể, tôm hùm càng và cua. Loài này đóng vai trò quan trọng trong việc điều chỉnh các quần thể cầu gai và các loài thủy sinh không xương sống ở tầng đáy trong các rừng tảo bẹ.
S. pulcher có thể sử dụng đá để nghiền nát những con mồi có thân cứng. S. pulcher cái thường được quan sát là có hành vi này khi chúng ăn những loài cầu gai. Cá cái được cho là sử dụng hành vi này nhiều hơn cá đực bởi vì cá đực có miệng rộng và có lực cắn mạnh hơn so với cá cái.

### Sinh sản
Những con cá đực lớn thiết lập các lãnh thổ để cá cái đến đẻ trứng. Những con cá cái bơi đến lãnh thổ của nhiều con cá đực trong suốt cả ngày, điều này cho thấy cá cái không phải sống trong hậu cung của bất kỳ một con cá đực nào. Có nhiều con cá đực nhỏ hơn cố gắng thực hiện hành vi tán tỉnh những con cá cái trong lãnh thổ của cá đực lớn, khiến những con cá đực này rượt đuổi những con đực nhỏ hơn.

### Lãnh thổ
Cá đực và cá cái có phạm vi sinh sống chồng lấn lên nhau. Tuy thường không được xem là một loài có tính lãnh thổ, cá đực vẫn thể hiện tính lãnh thổ trong suốt khoảng thời gian sinh sản.